# Crònica de Ramon Muntaner
La Crònica de Ramon Muntaner, escrita a Xirivella entre el 1325 i el 1328, és la més llarga de Les quatre grans Cròniques i narra els fets des de l'engendrament de Jaume el Conqueridor (1207) fins a la coronació d'Alfons el Benigne (1328). S'ha assenyalat el seu caràcter de «mirall de prínceps», i de «mirall de ciutadans».
Explica coses que van succeir de veritat i que ell va veure i viure. Muntaner empra sovint el «jo hi era», que subratlla el seu paper de testimoni, i les dades que subministra ajuden a conèixer l'època de Jaume I. L'escriptor Joan Fuster va ser el principal intèrpret de l'obra d'aquest cronista medieval i el seu elogi n'és força eloqüent.

## Autor
Ramon Muntaner va néixer a Peralada l'any 1265. Era fill d'una família notable que hostatjà Jaume I el Conqueridor (el 1274, Jaume I se'n va al Concili de Lió i passa per Peralada) i Alfons X el Savi de Castella. Aquest fet, que es produí quan tenia nou anys, fou un dels records més preats i l'esmenta amb emoció en la Crònica. De la mateixa manera que en la tradició novel·lesca europea (per exemple, Chrétien de Troyes), se'ns exposa com la visió d'un gran heroi a ulls d'un infant és capaç de canviar el rumb de la seva vida. Muntaner diu que la visió de Jaume I quan era petit el portà a consagrar-se com a escriptor i a explicar tot el que havia vist.
El 1285, Peralada fou destruïda pels almogàvers durant la croada contra la Corona d'Aragó i va haver d'emigrar. Quan tenia vint anys, Ramon Muntaner prengué part en la conquesta de Menorca; després, participà en la lluita contra els francesos en la Guerra de Sicília, el 1300 en el setge de Messina, al costat de Roger de Flor i com a administrador de la seva companyia. L'estiu de 1302, inicia sota les ordres d'aquest cabdill l'expedició a Orient. El 1307, deixa la companyia, i el 1311 es casa.
El 1315, ha de fer un viatge entre Sicília i el Rosselló, ja que li és encarregada una missió delicada: la de transportar de Catània a Perpinyà un nadó orfe, el futur Jaume III de Mallorca, per tal de lliurar-lo als seus avis. D'ençà d'això, es retira i madura durant deu anys les seves memòries, fins que va tenir un «somni» revelador que l'impulsà, el 1325, als seixanta anys, a València, a començar a redactar la Crònica, que acabà tres anys després. Muntaner morirà a Eivissa el 1336.

## Obra

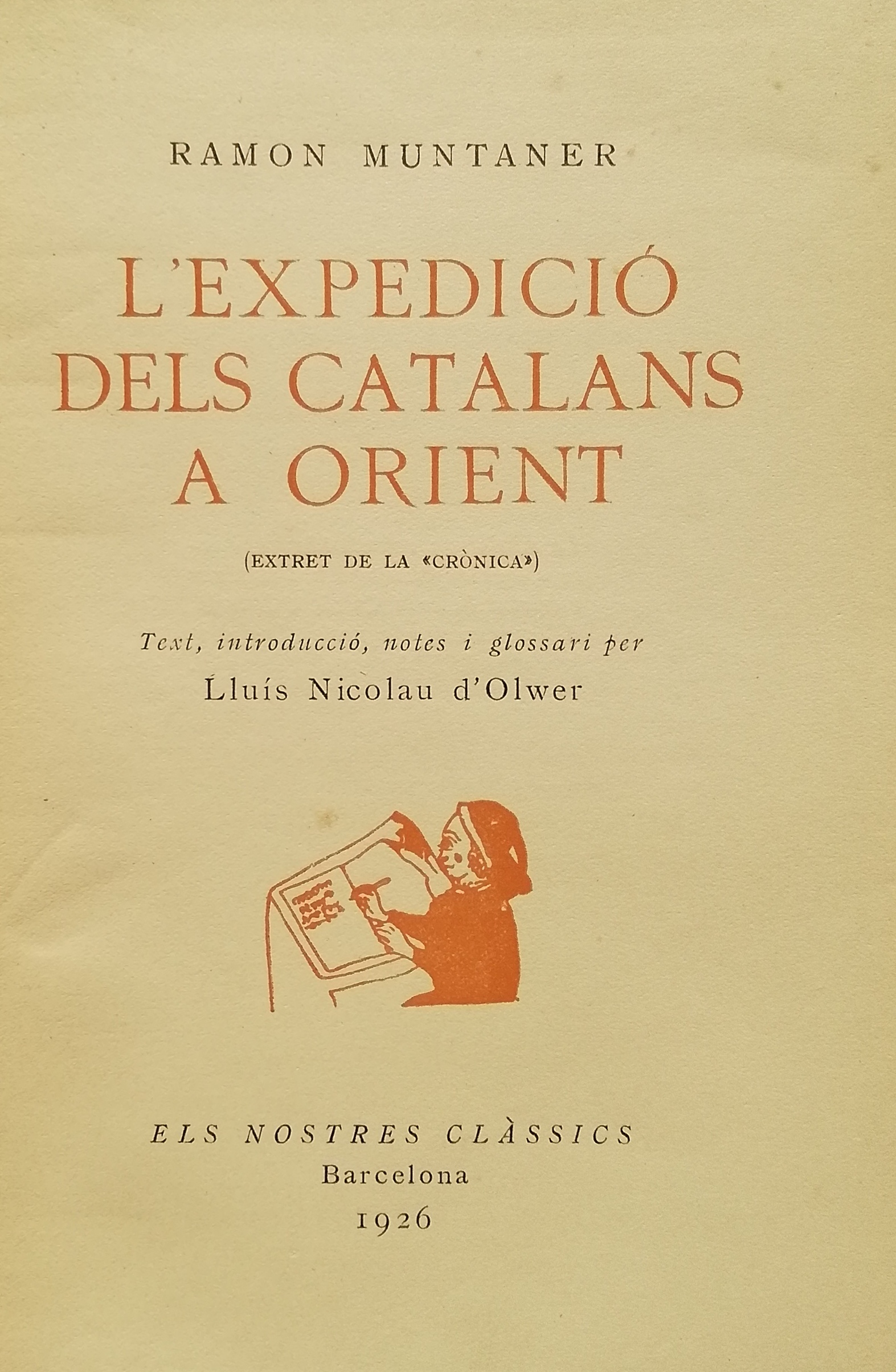
Episodi L'expedició dels Catalans a Orient, dins la Crònica de Ramon Muntaner de 1328, en una edició publicada a Barcelona l'any 1926

Muntaner va tenir una relació personal amb tots els reis de la Casa d'Aragó, de la Casa de Mallorca i de la Casa de Sicília pertanyents al llinatge del Casal de Barcelona que li foren contemporanis. En fer la seva obra, va recórrer principalment a textos historiogràfics per als regnats de Jaume I i Pere el Gran i, a partir d'Alfons el Franc, la seva font gairebé exclusiva és la pròpia experiència.
L'obra fou escrita per ser llegida en veu alta. Sempre que s'adreça als seus «oients» els sol anomenar «senyors». Muntaner aconseguí establir una comunicació directa amb els seus «oïdors». Per això, utilitza procediments joglarescos (com la interrogació «què us diré?»), a més d'usar un llenguatge viu i col·loquial.
L'objectiu fonamental de l'obra és el de glorificar els reis de la Casa d'Aragó. El monarquisme del nostre cronista està estretament relacionat amb el providencialisme i amb el nacionalisme. La sang, un destí comú i la llengua (el bell catalanesc del món) són els elements que integren la base de la comunitat catalana i aragonesa. És impossible trobar en tota l'Europa medieval res que s'assembli a la maduresa «nacional» de la Crònica.
La seva vida i l'adhesió a la dinastia i a la llengua catalana, a les quals expressà una extraordinària devoció, representen el contrapès a les forces centrípetes dins la comunitat nacional catalana resultat de l'organització de les terres conquerides en nous regnes (Mallorca, València, Sicília) i, de vegades, de la implantació d'una nova branca dinàstica (Mallorca, Sicília). La consciència del perill de la divisió i del valor de la unió l'explicità també en la seva crònica, especialment en l'exemple de la mata de jonc.
Amb aquesta obra, Ramon Muntaner també va esdevenir el primer autor en llengua catalana a plasmar les aspiracions de gran part de l'elit catalana per a una reunificació política ibèrica, ja que, en comentar l'entrevista d'Ariza entre els monarques de la Corona d'Aragó i la Corona de Castella, en la qual aquest últim proposava a Pere el Gran una aliança entre ells dos, el rei de Portugal i el de Mallorca, Muntaner va afegir-hi: «…si aquests quatre reys que ell nomenava d'Espanya, qui són una carn e una sang, se teguessen ensemps, poch duptare tot laltre poder del món».

## Contrast entre la Crònica de Muntaner i la Crònica de Paquimeres
Respecte de la Companyia Catalana d'Orient, Ramon Muntaner va començar a escriure la seva crònica el 1325, ço és, 17 anys després que el grec romà d'Orient Jordi Paquimeres (Georgius Pachymeres) escrigués la seva obra De Michaele et Andronico Palæologis. Mentre que l'obra de Paquimeres ofereix la visió grega dels fets, emfasitzant les atrocitats comeses per la Companyia i Roger de Flor fins al 1308, la Crònica de Ramon Muntaner és l'única font occidental que relata els fets viscuts per la Companyia Catalana d'Orient. En alguns aspectes, l'obra de Ramon Muntaner esdevé, no sols una glorificació de Roger de Flor i la Companyia, sinó també una contracrònica de l'obra de Paquimeres, relatant alguns fets que el grec no menciona, i eludint explicar fets que l'autor grec sí que relata amb detall. Alguns d'aquests fets serien:
- Massacre dels genovesos: Paquimeres afirma que l'origen de la massacre s'inicià de resultes d'un deute que Roger de Flor no havia saldat amb els genovesos, mentre que Muntaner no explicita per què s'originaren els enfrontaments.
- Batalla de Germe: tot i tractar-se d'una batalla menor, Muntaner no la comenta.
- Execucions sumàries de Germe: Paquimeres explica la barbàrie de Roger de Flor en voler executar els militars grecs que havien rendit la fortalesa als turcs, acusant-los de covardia. Muntaner no ho comenta.
- Execucions sumàries de Kula: Novament, Paquimeres explica la barbàrie de Roger de Flor en voler executar els militars grecs que havien rendit la fortalesa als turcs, acusant-los de covardia. Muntaner no ho comenta.
- Contribucions de guerra a Filadelfia: Paquimeres explica que, després d'alliberar la ciutat de Filadelfia, Roger de Flor imposà a la ciutat el pagament d'unes contribucions de guerra il·legals i abusives. Muntaner no ho comenta a l'obra.
- Contribucions de guerra a Efes: Paquimeres explica que, després que Bernat de Rocafort es reunís amb Roger de Flor a Efes, aquest cometé tota mena d'atrocitats per recaptar el pagament de més contribucions de guerra. Muntaner no ho comenta.
- Setge de Magnèsia: Paquimeres explica que el governador de Magnèsia va executar la guarnició d'almogàvers que hi havia protegint el tresor de la Companyia i se'n va apoderar, i resistí després el setge a què la Companyia va sotmetre la ciutat. Muntaner no ho comenta.
- Xifres: es desconeix en quina font es va fonamentar Muntaner per a les xifres dels exèrcits, morts, ferits i capturats, de les batalles, que resulten sempre favorables a Roger de Flor i a la Companyia Catalana d'Orient.

## Còdex i edicions
L'obra de Muntaner va tenir gran repercussió i difusió ja durant el segle xiv i el xv, i fou emprada, per exemple, en diversos passatges del Tirant lo Blanc de Joanot Martorell. Va ser editada per primera volta el segle xvi, coincidint amb un moment de gran reviscolament de la historiografia; aquesta primera edició fou encarregada i pagada pels jurats de la ciutat de València. Noves edicions impreses es produïren durant el segle xix, durant el període d'exaltació romàntica del passat medieval europeu, fins i tot una traducció a l'anglès feta per la Hakluyt Society el 1920-21

### Còdexs
- Còdex, 1325/1332: Còdex A / Ms. K.I.6 = COD K-I-6 / f.1 Real Biblioteca de San Lorenzo d'El Escorial.
- Còdex, 1342: Manuscrito nº. 1803. Biblioteca Nacional de España.
- Còdex, 1353: Manuscrit. Ms. 4. Biblioteca de Catalunya (Còdex fragmentat, només conté dels capítols 146 a 298).

### Edicions íntegres
- 1a Edició, 1558. València. Vídua de Joan Mey Flandro: Chrònica o descripció dels fets e hazanyes de l'ínclyt rey don Jaume Primer, rey d'Aragó, de Mallorques e de València, comte de Barcelona e de Muntpesller, e de molts de sos descendents. Feta per lo magnífich en Ramon Muntaner, lo qual serví axí al dit ínclyt rey don Jaume com a sos fills e descendents e·s trobà present a les coses contengudes en la present història Arxivat 2014-02-18 a Wayback Machine..
- 2a Edició, 1562. Barcelona. Jaume Cortey: Chrònica o descripció dels fets e hazanyes de l'ínclyt rey don Jaume Primer, rey d'Aragó, de Mallorques e de València, comte de Barcelona e de Muntpesller, e de molts de sos descendents. Feta per lo magnífich en Ramon Muntaner, lo qual serví axí al dit ínclyt rey don Jaume com a sos fills e descendents e·s trobà present a les coses contengudes en la present història[Enllaç no actiu].
- 3a Edició, 1844. Stuttgrat. Karl F. W. Lanz: Chronik des edlen En Ramon Muntaner. Chronica, o descripció dels fets, e hazanyes del inclyt Rey Don Iaume Primer e de molts de sos descendents.
- 4a Edició, 1860. Barcelona. Antoni Bofarull: Crònica catalana de Ramon Muntaner.
- 5a Edició, 1886. Barcelona. Josep Coroleu: Crònica.
- 6a Edició, 1927-1952. Barcelona. Josep Maria Casacuberta, i Miquel Coll i Alentorn. Ed. Barcino: Crònica.
- 7a Edició, 1971. Barcelona. Ferran Soldevila. Ed. Selecta: Les Quatre grans cròniques: Jaume I, Bernat Desclot, Ramon Muntaner, Pere III.
- 8a Edició, 1973. Barcelona. J. F. Vidal-Jové i Bartomeu Bardagí. Ed. Selecta: Crònica.
- 9a Edició, 1979. Barcelona. Marina Gustà. Edicions 62. (Reedicions del 1984, 1985, 1989, 1990, 1991, 1994 i 1998): Crònica.
- 10a Edició, 1999. València. Vicent Josep Escartí. Institució Alfons el Magnànim: Crónica.
- Edició Facsímil 2006. Barcelona. Stefano Maria Cingolani: La Memòria dels reis: les quatre grans cròniques i la historiografia catalana, des del segle x fins al XIV. (Edició facsímil de les quatre grans cròniques a partir de les seves primeres edicions: la de Joan Mei per al Llibre dels fets de 1557, la de Sebastià de Cormellas per a la de Bernat Desclot del 1616, la de Joan Mei de Ramon Muntaner també del 1557 i les Cròniques d'Espanya de Pere Marsili editada el 1547 per Carles Amorós.)

### Edicions fragmentàries
- 1850. Palma. Josep Maria Quadrado: Conquesta de Mallorca.
- 1878. Nàpols. Enric Cardona: Crònica.[8][9]
- 1879. Montpeller. Manuel Milà i Fontanals: Sermó (2a reedició 1881).
- 1926. Barcelona. Lluís Nicolau d'Olwer: L'expedició dels catalans a Orient.[10]
- 1932. Barcelona. Ramon Alòs-Moner: Crestomaties Barcino.
- 1966. Barcelona. Ramon Sumoy: La croada de França contra els catalans.

### Traduccions completes o fragmentàries(data de la 1a edició)
- segle xvi. Castellà. Miguel Monterde.
- 1827. Francès. París. J. A. C. Buchon.
- 1842. Alemany. Leipzig. (Bilingüe alemany-català). Karl F. W. Lanz: Chronik des edlen En Ramon Muntaner. Chronica, o descripció dels fets, e hazanyes del inclyt Rey Don Iaume Primer e de molts de sos descendents.
- 1844. Italià. Florència. Filippo Moïsè.
- 1921. Anglès. Londres. Lady Goodenough. Ramon Muntaner Chronicle.
- 1999. Italià. Nuoro. Giuseppe Meloni - Ramon Muntaner – Pietro IV d'Aragona, La conquista della Sardegna nelle cronache catalane Arxivat 2012-11-14 a Wayback Machine..

Actualment existeix un pòdcast basat en "La conquesta de Sicíla", adaptat al català actual per Xavier Renedo i disponible a través de la web del Núvol.

## Alguns exònims de la crònica
Les relacions de la Corona d'Aragó amb altres regnes i territoris va donar lloc, ja des de l'edat mitjana, a la creació de gran quantitat d'exònims que avui dia resten en oblit. A tall d'exemple, alguns dels que figuren en la Crònica de Muntaner són:
- Cetines, per Atenes, capital de Grècia
- Estives, per Tebes, ciutat de Grècia
- Port Jonc, per Navarino, ciutat de Grècia
- Taix, per Tassos, una illa grega
- Sant Jaume de Galícia, per Santiago de Compostel·la, capital de Galícia
- Sibília, per Sevilla, capital d'Andalusia
- Saragossa de Sicília, per Siracusa, ciutat de Sicília
- Xaca, per Sciacca, ciutat de Sicília
- Sena, per Siena, ciutat d'Itàlia
- Florença, per Florència, ciutat d'Itàlia
- el Goi, per Gozo, una illa de Malta
- Patraix, per Patres, ciutat de Grècia
- Xifellonia, per Cefalònia, illa de Grècia
- Curfo, per Corfú, illa de Grècia
- Brandis, per Bríndisi, ciutat d'Itàlia
- Otrento, per Òtranto, ciutat d'Itàlia
- Candia, actual Iràklio, ciutat de Creta